# Йёргенсен, Эмма Остранн
Э́мма О́странн Йёргенсен (дат. Emma Aastrand Jørgensen; 30 января 1996) — датская гребчиха-байдарочница, выступает за сборную Дании начиная с 2014 года. Серебряный (2016) и двукратный бронзовый (2020) призёр Олимпийских игр, чемпионка Европейских игр 2019 года, чемпионка мира, обладательница бронзовой медали чемпионата Европы, победительница многих регат национального и международного значения.

## Биография
Эмма Йёргенсен родилась 30 января 1996 года. Активно заниматься греблей начала с раннего детства, проходила подготовку в пригороде Копенгагена, была подопечной венгерского тренера Золтана Бако.
Первого серьёзного успеха на взрослом международном уровне добилась в сезоне 2014 года, когда попала в основной состав датской национальной сборной и выступила на чемпионате мира в Москве, где вместе с напарницей Хенриеттой Энгель Хансен одержала победу в зачёте двухместных байдарок на дистанции 1000 метров. Два года спустя побывала на чемпионате Европы в Москве, откуда привезла награду бронзового достоинства, выигранную в байдарках-одиночках на дистанции 500 метров — на финише её опередили только венгерка Данута Козак и немка Франциска Вебер.
Благодаря череде удачных выступлений Йёргенсен удостоилась права защищать честь страны на летних Олимпийских играх 2016 года в Рио-де-Жанейро. В одиночной полукилометровой дисциплине со второго места квалифицировалась на предварительном этапе, затем финишировала второй на стадии полуфиналов, уступив венгерке Дануте Козак, и пробилась в главный финал «А». В решающем финальном заезде тоже пришла к финишу второй, вновь проиграв венгерке Козак, и завоевала тем самым серебряную олимпийскую медаль. Кроме того, стартовала на Играх в четвёрках на пятистах метрах в составе четырёхместного экипажа, куда помимо неё вошли также гребчихи Хенриетте Энгель Хансен, Ида Виллумсен и Амали Томсен, но попасть здесь в число призёров не смогла — датчанки заняли пятое место в предварительном квалификационном заезде, на стадии полуфиналов были третьими, но в финале «А» пришли к финишу лишь шестыми, отстав от победившего экипажа из Венгрии на четыре с половиной секунды.